# Bactrocera batemani
Bactrocera batemani är en tvåvingeart som beskrevs av Drew 1989. Bactrocera batemani ingår i släktet Bactrocera och familjen borrflugor. Inga underarter finns listade.